# Shuji Sano
Shūji Sano (佐野周二, Sano Shūji, 10 de outubro de 1912 – 21 de dezembro de 1978) foi um ator japonês ativo entre os anos 1936 a 1977. Uma estrela popular dos estúdios Shōchiku, ele é mais conhecido por suas aparições nos filmes de Yasujirō Ozu, Keisuke Kinoshita, Heinosuke Gosho e Hiroshi Shimizu.

## Filmografia selecionada
- 1936: Shindo: Zenpen (新道前篇) – dir. Heinosuke Gosho
- 1937: Shukujo wa nani wo wasureta ka (淑女は何を忘れたか; bra: O Que Foi Que a Senhora Esqueceu? ou O Que Esta Mulher Esqueceu?) – dir. Yasujiro Ozu
- 1937: Konjiki yasha (金色夜叉) – dir. Hiroshi Shimizu
- 1937: Koi mo wasurete (恋も忘れて) – dir. Hiroshi Shimizu
- 1942: Chichi Ariki (父ありき; bra: Era uma vez um Pai/prt: Havia um Pai) – dir. Yasujiro Ozu
- 1944: Rikugun (陸軍) – dir. Keisuke Kinoshita
- 1948: Kaze no naka no mendori (風の中の牝鶏; bra: Uma Galinha no Vento) – dir. Yasujiro Ozu
- 1949: Ojōsan kanpai (お嬢さん乾杯) – dir. Keisuke Kinoshita
- 1951: Carmen Kokyō ni Kaeru (カルメン故郷に帰る; bra: A Volta de Carmen) – dir. Keisuke Kinoshita
- 1951: Bakushū (麦秋; bra: Também Fomos Felizes/prt: Verão Prematuro) – dir. Yasujiro Ozu
- 1953: Mogura Yokochō (もぐら横丁) – dir. Hiroshi Shimizu
- 1954: Osaka no yado (大阪の宿) – dir. Heinosuke Gosho
- 1954: Niwatori wa futatabi naku (鶏はふたゝび鳴く) – dir. Heinosuke Gosho
- 1955: Tsuki wa noborinu (月は昇りぬ) – dir. Kinuyo Tanaka
- 1955: Jochūkko (女中ッ子) – dir. Tomotaka Tasaka
- 1956: Shūu (驟雨) – dir. Mikio Naruse